# Anglo-Österreichische Bank

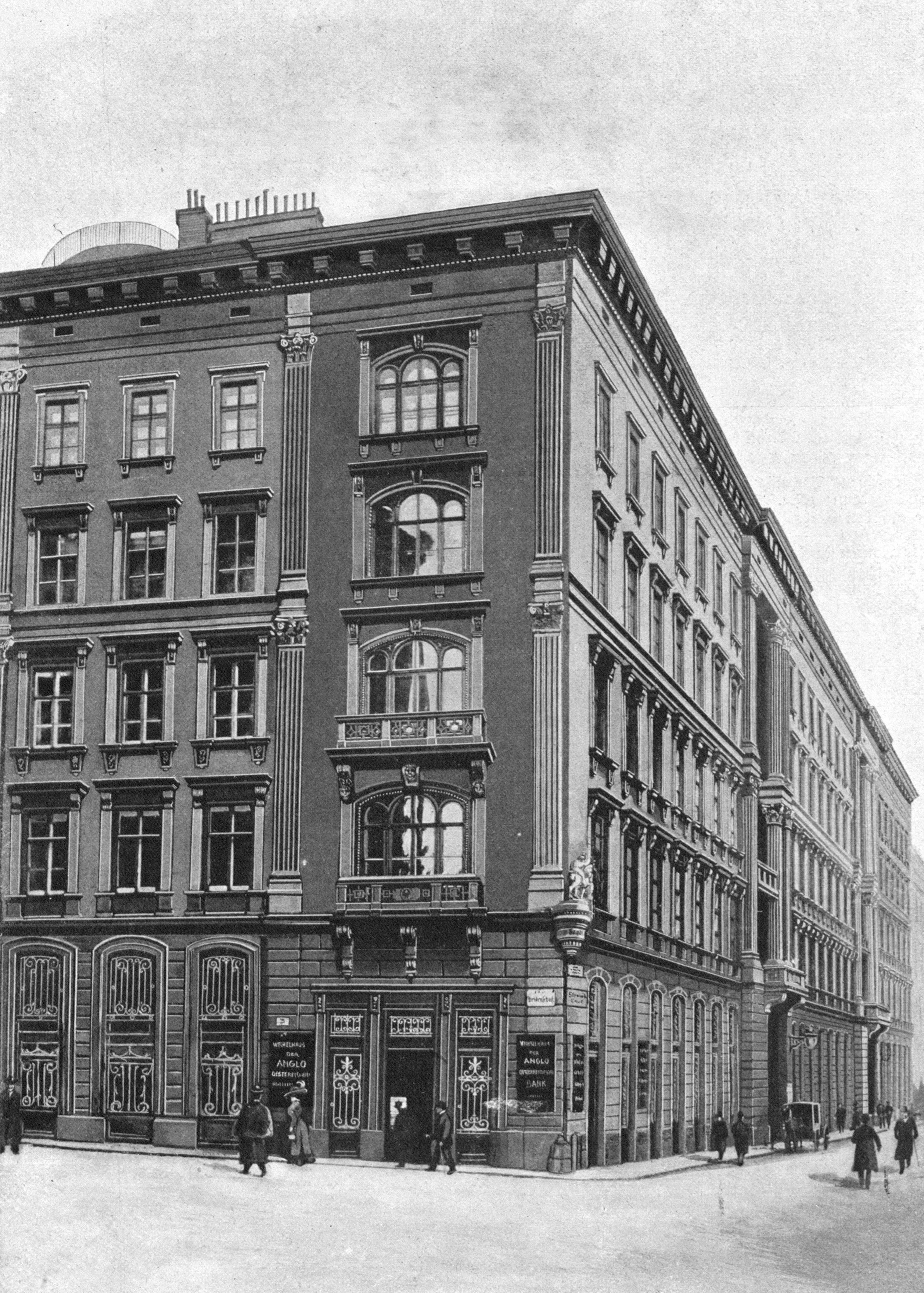
Hauptsitz der Anglobank in Wien, um 1910

Die Anglo-österreichische Bank, kurz Anglobank, war ein 1863 in Wien gegründetes Kreditinstitut mit einem umfangreichen Filialnetz in allen Kronländern und späteren Staaten Ungarn, Rumänien, Tschechoslowakei, Jugoslawien sowie Italien. Nach dem Zerfall der Österreichisch-Ungarischen Monarchie bildeten sich in den Jahren 1921/22 aus dem Unternehmen die Anglo-Austrian Bank mit Sitz in London und die Anglo-Tschechoslowakische Bank mit Sitz in Prag heraus.
Im Jahr 1926 wurde der größte Teil des Aktienbesitzes in Österreich nebst der Wiener Filialen an die Creditanstalt verkauft und die Anglo-Austrian Bank zur Anglo-International Bank umgewandelt. Geschäftlich blieb die Anglo-International Bank bis 1951 aktiv. Die Abwicklung erfolgte bis 1962. Zum Schutz der Markenrechte existiert seit 1963 eine Mantelgesellschaft.

## Anglo-Österreichische Bank
Die am 1. November 1863 in Wien mit britischem und österreichischem Kapital gegründete Anglo-Österreichische Bank, kurz Anglobank, war neben der Ottomanischen Bank die erste der sogenannten Foreign Banks. An der Gründung war maßgeblich das Londoner Bankhaus Glyn, Mills, Leurie & Co. beteiligt. Der Verwaltungsrat, damals Generalrath genannt, bestand aus einem österreichischen Komitee mit acht Mitgliedern und aus einem englischen Komitee mit ebenfalls acht Mitgliedern. Der Hauptsitz befand sich bis 1921 im Palais Montenuovo in der Strauchgasse 1–3, gegenüber der Alten Wiener Börse. 1864 hatte die Anglobank Teile des Palais zunächst angemietet, 1871 komplett gekauft und umgebaut, wobei der Innenhof mit Glas überdacht wurde und fortan als Kassenraum diente.
Das Startkapital betrug 20 Millionen Silbergulden in 100.000 Aktien. Laut Satzung hatte jeder Verwaltungsrat persönlich mindestens 100 Aktien zu deponieren und erhielt jährlich eine fixe Remuneration von 3000 Silbergulden. Innerhalb kurzer Zeit verzeichnete die Anglo-Österreichische Bank enorme Erfolge. Die Bilanzsumme stieg von 1864 bis Ende 1868 von 22,6 Millionen Silbergulden um nahezu das Vierfache auf die Rekordhöhe von 89,5 Millionen Silbergulden. Schwerpunkte waren Beteiligungen am Ausbau des Eisenbahnnetzes der Habsburgermonarchie, die Finanzierung von Unternehmen insbesondere im Bergbau, der Eisen- und Stahlindustrie sowie die Gründung neuer Banken.
Dazu zählten unter anderem die 1867 in Pest als Tochterunternehmen gegründete Anglo-Ungarische Bank und fünf weitere noch im selben Jahr etablierte Banken, eine in Prag und vier mit Sitz in Wien. Bedeutsame Tochterunternehmen in Wien waren bis zum Ersten Weltkrieg die M. L. Biedermann & Co. Bank-Aktiengesellschaft, die Österreichische Kontrollbank für Industrie und Handel und die Wiener Creditbank. Ferner erfolgte 1869 unter maßgeblicher Beteiligung der Anglobank die Gründung der Allgemeinen österreichischen Baugesellschaft, welche sich in Wien mit dem Erwerb großer, zentral gelegener Grundstückskomplexe sowie deren Bebauung und Verkauf befasste.
Mit einem umfangreichen Angebot von Finanzdienstleistungen entwickelte sich die Anglobank zum größten Konkurrenten der von Anselm Salomon von Rothschild gegründeten Österreichischen Creditanstalt. Neben London und Wien war sie in sämtlichen Kronländern mit einem umfangreichen Filialnetz vertreten. Allein in Wien verfügte das Unternehmen in 13 Gemeindebezirken über 17 Zweigstellen. Hohe Anteile hielt die Anglo-Österreichische Bank auch an einer der größten Banken Italiens, der Banca Commerciale Italiana. Zudem engagierte sie sich stark im deutschen Bankensystem und beteiligte sich an den Gründungen sowie mit einem hohen Aktienkapital an der:
- Bayerischen Vereinsbank in München (1869)[9]
- Anglo-Deutschen Bank in Hamburg (1871)
- Österreichisch-Deutschen Bank in Frankfurt (1871)
- Bank für Brau-Industrie in Dresden (1899)
- Deutschen Vereinsbank in Frankfurt (1871)
- Deutschen Nationalbank in Bremen (1871)
- Centralbank für Industrie und Handel in Berlin (1871)
- Disconto-Gesellschaft in Leipzig (1873).[10]

Zu den führenden Köpfen der Anglobank zählten in den 1860er und 1870er Jahren unter anderem Eugen Graf Kinsky von Wchinitz und Tettau, Julius Kunzek von Lichton, Carl von Mayer, Leon Fürst Sapieha sowie Rudolf und Gustav von Schlesinger. Nach dem Wiener Börsenkrach, der das Unternehmen vorübergehend von Platz 2 auf Platz 5 der Wiener Großbanken zurückwarf, gewannen zunehmend bürgerliche Aktionäre an Einfluss auf die geschäftliche Ausrichtung der Bank, wie Wilhelm Exner, die Gebrüder Adolf und Julius Landesberger (letztgenannter ab 1906 von Antburg), die Industriellenfamilien Petschek und Schicht.
Zu Beginn des 20. Jahrhunderts nahm die Anglobank eine führende Stellung bei der Finanzierung des österreichisch-ungarischen Braunkohlebergbaus und bei der Herausgabe von Staatsanleihen ein. Damit gewann sie volkswirtschaftliche Systemrelevanz. Wie alle großen Unternehmen brachte die Anglo-Österreichische Bank ihre Interessen mittels Lobbyismus gezielt in den politischen und gesellschaftlichen Meinungsbildungsprozess ein. Neben der Teilhabe an verschiedenen Zeitungsverlagen war sie beispielsweise an der Tageszeitung Die Presse und maßgeblich an der Gründung und Finanzierung der Zeitschrift Der Österreichische Volkswirt beteiligt, die sich in Österreich-Ungarn sowie den späteren Nachfolgestaaten zu einem wirtschaftspolitischen Leitmedium entwickelte und zweckdienlich die Standpunkte der Anglobank widerspiegelte.
Im Jahr 1913 wies das Unternehmen doppelt so viele Zweigniederlassungen wie die erheblich größere Creditanstalt auf und nur knapp weniger als der in dieser Hinsicht führende Wiener Bankverein. Am Vorabend des Ersten Weltkriegs war die Anglo-Österreichische Bank mit Industrieunternehmen überall in Cisleithanien und darüber hinaus in Ungarn, Italien sowie Deutschland verbunden. Während das Industriegründungsgeschäft zwischen 1914 und 1918 fast völlig an Bedeutung verlor, bildete das laufende Bankgeschäft in der Kriegszeit den Schwerpunkt der Arbeit. Dazu kam die Finanzierung des staatlichen Rüstungsbedarfs, wie die Privatplatzierung von Kriegsanleihen sowie die Erteilung von Vorschüssen auf die diversen Kriegsanleihe-Emissionen.
Der Zusammenbruch der Doppelmonarchie hatte gravierende Auswirkungen auf die Geschäfte der Anglobank. Über 50 % der wichtigsten Aktiva lagen in den Nachfolgestaaten Tschechoslowakei und Jugoslawien. Konkret befanden sich 33 % des Aktienbesitzes der Bank in Österreich, 45 % in der Tschechoslowakei, 11 % in Jugoslawien sowie 11 % in Ungarn und Rumänien. Das Filialnetz der Anglo-Österreichischen Bank wurde zwar schon unmittelbar nach Kriegsende reduziert, verteilte sich aber bis 1921/22 auf immerhin noch:
- 29 Filialen in der Tschechoslowakei[15]
- 22 Filialen in Wien
- 24 Filialen in den österreichischen Bundesländern
- 3 Filialen in Ungarn
- 3 Filialen in Rumänien
- 1 Filiale in Jugoslawien
- 1 Filiale in Italien (Triest)[14]

Zu wesentlichen Veränderungen kam es, nachdem sich die Tschechoslowakei am 20. Februar 1919 zum selbständigen Zollgebiet erklärte und am 25. Februar 1919 die Tschechoslowakische Krone einführte. Damit waren die Wiener Großbanken nicht mehr in der Lage, den Kapitalbedarf ihrer angeschlossenen Aktiengesellschaften auf dem Gebiet der Tschechoslowakei zu decken. Diese Veränderung hatte einen anderen Charakter als in allen anderen österreichisch-ungarischen Nachfolgestaaten: Am 11. Dezember 1919 verabschiedete die nationalistische Regierung in Prag ein Nostrifikationsgesetz, womit Inhaber und Aktionäre von Unternehmen im Gebiet der Tschechoslowakei gezwungen wurden, die tschechoslowakische Staatsbürgerschaft anzunehmen und den Hauptsitz ihrer Gesellschaften in die Tschechoslowakei zu verlegen.
In der Folge mussten alle ausländischen Banken innerhalb eines vorgegebenen Zeitrahmens ihre Filialen entweder an bestehende tschechoslowakische Kreditinstitute anschließen oder in neue tschechoslowakische Banken umwandeln. Zwischenzeitlich war es jedoch insbesondere durch Vermittlung der Familie Petschek gelungen, die Bank of England als Großaktionär der Anglobank zu gewinnen. Deren Gouverneur, Montagu Norman, dachte nicht annähernd daran, die Kontrolle über die Bank aus der Hand zu geben. Vielmehr beabsichtigte er, mit Hilfe der Anglobank Einfluss auf die Zentralbanken der neu entstandenen Länder zu nehmen.
Die Bilanz der Anglo-Österreichischen Bank wies zum 31. Dezember 1919 ein Vermögen in Höhe von 4.219.992.786 Kronen aus. Rückwirkend beschloss die Generalversammlung am 25. April 1920 eine Gewinnausschüttung von 10,83 % für das Jahr 1917, zudem 6,25 % für 1918 und 10 % für 1919. Zugleich stimmten die Aktionäre einer Kapitalerhöhung von bisher 150.000.000 Kronen auf 200.000.216 Kronen zu. Dieser Vorgang bildete die Grundlage für einen der letzten großen Coups der österreichisch-ungarischen Industrie- und Finanzelite: die Gründung der Bank in Liechtenstein AG (BiL, heute LGT Group), die am 24. November 1920 (zunächst) als Tochterunternehmen der Anglo-Österreichischen Bank ihren Geschäftsbetrieb aufnahm.
Ein Hauptgrund für die Gründung der BiL war das Ziel österreichischer Unternehmen und Banken, ihre Tochtergesellschaften, die in den gebildeten Nachfolgestaaten isoliert waren, in Holdinggesellschaften zusammenzuführen und sie von einer Bank in einem neutralen Land verwalten zu lassen. Die rechtliche Struktur dieser Unternehmensgruppen arbeiteten österreichische, schweizerische und liechtensteinische Anwälte zusammen aus, auf deren Basis dann die ersten von der BiL gegründeten Dachgesellschaften entstanden. Damit wurde die Bank zum Pionier des Holdinggeschäfts in Liechtenstein.
Im nächsten Schritt verlegte die Anglo-Österreichische Bank am 7. Oktober 1921 ihren Sitz von Wien nach London. Am 27. März 1922 folgte die Gründung der Anglo-Austrian Bank, die das Geschäft der Anglo-Österreichischen Bank mit all ihren Konsortialbeteiligungen übernahm. Die Umwandlungsbilanz wies eine Reserve, ergo ein Vermögen in Höhe von 125 Milliarden Kronen aus. Parallel dazu nahm am 12. April 1922 in der Tschechoslowakei die Anglo-Čechoslovakische Bank ihren Geschäftsbetrieb auf, deren Aktien sich bis zum Jahr 1927 vollständig im Besitz der Anglo-Austrian Bank befanden.

## Anglo-Austrian Bank

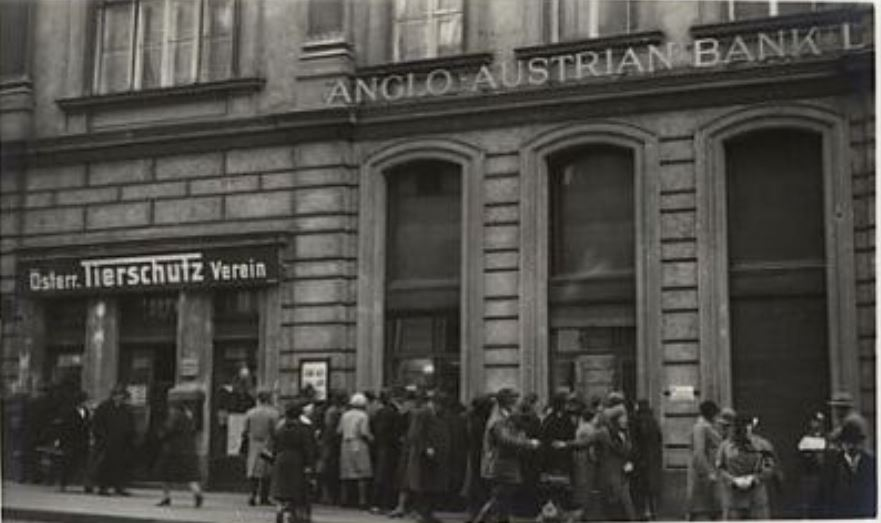
Ansammlung vor einer Filiale der Anglo-Austrian Bank in Wien, wahrscheinlich während der Hyperinflation 1921/22

Die am 27. März 1922 mit Sitz in London gegründete Anglo-Austrian Bank übernahm sämtliche Aktiva und Passiva der Anglo-Österreichischen Bank. Das ehemalige Aktienkapital in Höhe von 200 Millionen Kronen wurde auf 650.000 Pfund Sterling umgewandelt. Etwa zwei Drittel der Stammaktien blieben im Besitz der österreichischen und sonstigen Vorkriegsbesitzer, die nunmehr Staatsbürger eines Nachfolgestaates geworden waren. Dabei handelte es sich überwiegend um Kleinaktionäre, die trotz nominell gleicher Rechte im Gegensatz zum Großaktionär, der Bank of England, kaum noch Einfluss auf das Unternehmen hatten. Dies kam auch bei der Sitzverteilung des Kontrollgremiums zum Ausdruck: Der neue Verwaltungsrat bestand aus zehn Vertretern der Bank of England und sechs Vertretern der bisherigen Aktionäre.
Diese Position erlangte die Bank of England durch ein Tauschgeschäft: Sie übernahm Schulden der Anglobank-Konzernunternehmen, die bereits vor oder im Ersten Weltkrieg, aber vor allem während der Hyperinflation 1921/22 entstanden waren, und erhielt von der Anglobank im Gegenzug Vorzugsaktien sowie Verschuldungsnachweise (englisch: certificates of indebtedness) im Wert der Schulden. Damit gewann die Bank of England auch Einfluss auf die Kreditpolitik. Anders als inländische Institute vergab die Anglobank fortan großzügig Kredite und legte bei der Vergabe weniger Wert auf den Cashflow der Kreditnehmer. Unausweichlich gerieten damit nicht nur die Anglobank, sondern immer mehr österreichische Großunternehmen in die Abhängigkeit der Bank of England.
Im ausdrücklichen Auftrag der Bank of England sollte die Anglo-Austrian Bank, Kapital zwischen England und der österreichischen Industrie vermitteln. Vor diesem Hintergrund versuchte die Bank of England vehement die für Sommer 1922 geplante Errichtung der neuen österreichischen Notenbank zu verhindern. In ihrem Auftrag verfassten die englischen Verwaltungsräte der Anglobank ein Schreiben an David Lloyd George, den englischen Ministerpräsidenten, und wiesen auf die „dringende Notwendigkeit“ hin, die österreichische Regierung durch externe „Hilfsmaßnahmen“ zu unterstützen, „wodurch allein schwere Krisen verhindert werden könnten“. Eine Notenbankgründung würde, wie sie weiter in dem Brief schrieben, keinen dauerhaften Erfolg erzielen, ihr Endeffekt wäre nur eine Schwächung derjenigen privaten Institutionen, deren Stärke einer der wichtigsten Faktoren für den Wiederaufbau Österreichs sei.
Österreichische Finanzexperten vertraten hingegen den Standpunkt, dass nur eine von ausländischem Einfluss unabhängige Notenbank in der Lage sei, eine Politik im Interesse der österreichischen Wirtschaft zu verfolgen. So befinde sich die österreichische Industrie, wie sie angaben, in einer „außerordentlichen Abhängigkeit von ausländischen Banken“, weshalb der Einfluss der Nationalbank von vornherein gestärkt werden müsse, „um das Kapital in erster Linie der heimischen Produktion dienstbar zu machen und zu erhalten“. Letztlich beauftragte der österreichische Nationalrat mit Bundesgesetz vom 24. Juli 1922 den Finanzminister, eine Notenbank zu errichten. Diese nahm am 1. Januar 1923 als Oesterreichische Nationalbank (OeNB) ihren Geschäftsbetrieb auf und verfolgte das Ziel, unabhängig vom Staat und selbstständig unter Ausschluss äußerer Einflüsse zu sein.
Dennoch gelang es der Bank of England, ihren Einfluss auf die europäischen Notenbanken zu stärken und die finanzielle Situation Österreichs durch deflationistische Maßnahmen massiv zu beeinflussen. Von der Bank of England saßen Robert Charles Kay, später Anton van Gyn als offizielle Beobachter und Finanzkontrolleure im Aufsichtsrat der OeNB, was österreichische Regierungsvertreter als Demütigung empfanden. Faktisch war der österreichische Staat in der Zwischenkriegszeit weitgehend kreditunwürdig. Wenn er Kredite erhielt, dann nur unter ungünstigen wirtschaftlichen und oft auch politischen Bedingungen. Letztlich entschieden ausländische Banken über Kreditmöglichkeiten. Dieses wirtschaftliche und politische Ungleichgewicht bestimmte den Verlauf der österreichischen Bankenkrise ganz erheblich mit.
Zur Durchsetzung ihrer Interessen nutzte die Bank of England als wichtigsten Kanal die Anglobank. Sukzessive wurden die Bankgeschäfte und die industriellen Konglomerate der Anglo-Austrian Bank in Mittel- und Südosteuropa in die Geschäftsstruktur der Bank of England integriert. Zu den wichtigsten Konzernunternehmen und Cashcows der Anglo-Austrian Bank direkt in Österreich zählten:
- Austro-Daimler
- Austro-Fiat
- Puch-Werke
- Brevillier & Urban
- Schoeller-Bleckmann Stahlwerke
- Enzesfelder Metallwerke
- Universale Bau
- Pulverfabrik Skodawerke-Wetzler
- ELIN
- Delka
- Herlango
- Josef Manner & Comp.
- Bettfedern- und Betttuchfabrik Adolf Gans[14]

Im Jahr 1924 verfügte die Anglo-Austrian Bank über 18 Filialen in Wien, 13 in den österreichischen Bundesländern, zwei in Ungarn, zwei in Rumänien, eine in Jugoslawien und drei in Italien. Die ihr zugedachte Funktion als „Kapitalvermittler“ der Industrie zwischen England und den neuen Staaten im Donauraum vermochte die Anglobank allerdings nur in sehr beschränktem Umfang zu erfüllen. Für diesen Misserfolg trug die englische Politik zu einem großen Teil selbst die Verantwortung. Denn die von den Siegermächten des Ersten Weltkriegs herbeigeführte Staatentrennung und künstliche Zerstückelung der europäischen Mitte führte zu einer zerrissenen Arbeitsteilung der aufeinander angewiesenen Völker und zu verstärkten Autarkiebestrebungen.
Die Unternehmensleitung der Anglobank, ergo die Bank of England, erkannte die Ursache des Scheiterns. Mehrfach kritisierten führende Mitarbeiter die „Politik der Zollmauern“ namentlich der tschechoslowakischen Regierung. Jedoch betonten sie, dass in allen Nachfolgestaaten die Einschränkungen des Freihandels zu ernsten Krisen führen würden. Die Vertreter der Anglobank forderten wiederholt öffentlichkeitswirksam eine Umkehr der gegenwärtigen Politik und erklärten: „Die wahre Lösung des mitteleuropäischen Problems liegt in einer engeren wirtschaftlichen Kooperation der Länder, die ehemals die Wirtschaftseinheit der österreichisch-ungarischen Monarchie bildeten.“
Ihre Vorschläge blieben unerhört. Bis zum Jahr 1925 brach das südosteuropäische Geschäft komplett weg, was die Schließung der Niederlassungen in diesen Ländern nach sich zog. Überdies warfen die noch vorhandenen Industrie- und Finanzbeteiligungen in Österreich inflationsbedingt nicht hinreichend hohe Gewinne ab. Einzig die Kapitalverflechtungen in der Tschechoslowakei waren profitabel. Damit wurde die Anglo-Tschechoslowakische Bank zu dieser Zeit zur wichtigsten Aktiva der Anglo-Austrian Bank. Im Januar 1925 stellten die Londoner Controller fest, dass die Bilanz der österreichischen Niederlassung der Anglobank in Wien für 1924 defizitär sein würde. Damit nahmen die Überlegungen der Bank of England, den österreichischen Stützpunkt der Anglo-Austrian Bank aufzugeben, konkrete Formen an.
Offiziell gab die Unternehmensleitung bekannt, ihr „Engagement in ganz Mitteleuropa zu reduzieren und dieses auf eine neue, weniger risikoreiche Grundlage zu stellen.“ Dabei galt es längst schon als beschlossene Sache, die Auslandsfilialen der Anglo-Austrian Bank so bald wie möglich zu veräußern und künftig auf dem Kontinent nur noch über „erstklassige lokale Banken“ zu operieren. Im Klartext war damit das Eindringen in noch größere Banken gemeint. Der erste Schritt in diese Richtung sollte im Januar 1926 der Tausch sämtlicher Niederlassungen und Aktienanteile der Anglo-Austrian Bank in Italien an die Banca Italo-Britannica sein. Im Gegenzug erhielt die Anglo-Austrian Bank Aktienanteile der Banca Italo-Britannica. Wenige Monate später nahmen die englischen Vertreter der Anglobank auch in Österreich Sondierungsgespräche auf.
Zeitgleich ernannte die Londoner Zentrale Zoltan Hajdu, den Leiter der Budapester Filiale, zum Generaldirektor für Österreich, der nun einen restriktiven Kurs in der Kreditpolitik der Bank und den Abbau des 2000 Angestellte umfassenden Verwaltungsapparats in Österreich einleitete. Die Verhandlungen begannen mit dem Wiener Bankverein, ehe sich der Schwerpunkt der Verkaufsgespräche zur Creditanstalt verlagerte. Schließlich wurde ein Teil der Anglo-Austrian Bank am 12. Juni 1926 an die Creditanstalt verkauft, viele Aktienbeteiligungen der Bank in Österreich gingen aber auch an eine niederländische Holding. Die Angestellten der Anglobank übernahm die Creditanstalt nicht.
Nach dem Verkauf der Wiener Niederlassungen fusionierte die Anglo-Austrian Bank am 1. September 1926 mit der British Trade Corporation (gegründet 1917) zur Anglo-International Bank. Die Fusion vollzog sich ebenso wie der Verkauf des österreichischen Geschäfts über den Kopf der österreichischen Stammaktionäre. Sie erfuhren über die Beschlüsse der Londoner Zentrale aus den Zeitungen. Erst im Januar 1927 wurde eine außerordentliche Generalversammlung einberufen. Auf dieser offenbarte sich dann die völlige Ausschaltung der ursprünglichen Alleinbesitzer, der österreichischen Aktionäre.
Kein einziges österreichisches Mitglied des Generalrates der Anglo-Austrian Bank, ergo kein einziger Vertreter der ehemals österreichisch-ungarischen Aktionäre, erhielt einen Sitz und eine Stimme im Verwaltungsrat der Anglo-International Bank. Zwar wurden die bisherigen Aktionäre Teilhaber des neuen Instituts, jedoch bekamen sie für vier Aktien der Anglo-Austrian Bank nur eine Aktie der Anglo-International Bank. Damit reduzierte sich ihr Besitz von 100 auf 25 Prozent. Eine Abstimmung über die Umwandlung erfolgte nicht. Nach den englischen Bestimmungen hatten die österreichischen Aktionäre nicht einmal das Recht, in London bei der Generalversammlung zu erscheinen.
Der Verkauf der Wiener Niederlassung im Jahr 1926 wurde oft als Zusammenbruch der Anglo-Österreichischen Bank und als erster Schritt der Bankenkonzentration in Wien beschrieben. Formal hatte jedoch die Anglo-Österreichische Bank bereits im Jahr 1921 aufgehört zu existieren und war unter dem Namen Anglo-Austrian Bank eine ausländische, rein britische Bank. Ab diesem Zeitpunkt besaßen die Stammaktionäre bei der Leitung des Instituts kaum noch Mitspracherechte. Die damals renommierte Wiener Wirtschaftszeitung Die Börse hielt über das Ende der Anglobank in Österreich in der Rückschau fest (Fragmente):

„Die Bank spielte eine außerordentlich wichtige Rolle in der Geschichte des Wiederaufbaus Österreichs. Sie tat dies durch die Errichtung einer Brücke zwischen London und Wien, indem sie britische finanzielle Kreise zu einer Zeit an Österreich interessierte, in der der Horizont noch völlig verhängt war, und indem sie in Österreich die Überzeugung weckte, dass mächtige Kräfte am Werke waren, ihm zu helfen. Aber dieses wohltätige Ergebnis setzte aus, als der österreichische Stabilisierungsplan verwirklicht war und die Verbindung mit der Bank von England begann, positive Nachteile zu zeitigen.“

Erst mit der Übernahme der Wiener Anglobank-Filialen durch die Creditanstalt geriet die österreichische Wirtschaft in eine spektakuläre Abhängigkeit der Bank of England. Denn die Anglo-International Bank, die sich nunmehr unter totaler Kontrolle der Bank of England befand, fungierte in der Folge als einer der stärksten Aktionäre der größten und wichtigsten österreichischen Bank. Der Deal beinhaltete nicht nur eine hohe Aktienbeteiligung der Anglo-International Bank an der Creditanstalt, sondern auch die Übertragung des gesamten bisherigen englischen Auslandsgeschäfts der Creditanstalt an die Anglo-International Bank. Als Vertreter der Anglobank gelangte Zoltan Hajdu zunächst in den Verwaltungsrat, später in den Vorstand der Creditanstalt. Letzten Endes war die Bank of England über die Anglo-International Bank nicht nur Aktionär, sondern auch Gläubiger der Creditanstalt.

## Anglo-International Bank

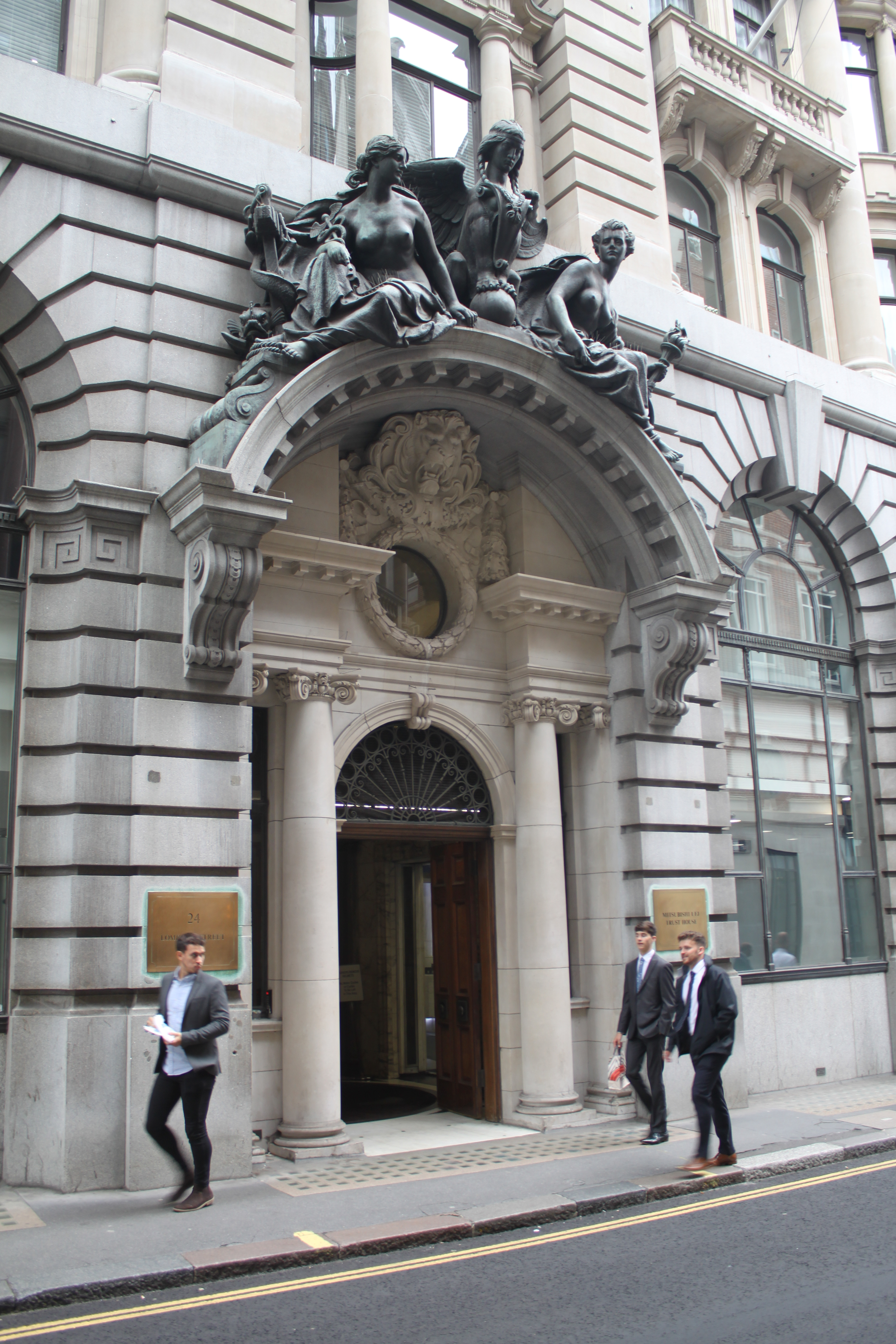
Portal der 1910 erbauten, ehemaligen Londoner Anglobank-Filiale in der Lombard Street

Die am 1. September 1926 mit Sitz in London gegründete Anglo-International Bank nahm am 1. Oktober 1926 ihren Geschäftsbetrieb auf. Das Gründungskapital betrug 2,36 Millionen Pfund Sterling. Hauptaktionäre waren die Bank of England und Glyn, Mills & Co. Das neue Institut war keine Universalbank mehr, sondern fungierte als „Bankiersbank“. Sie konzentrierte sich darauf, direkte Verpflichtungen gegenüber Handelsunternehmen im Ausland durch Kredite an ausländische Banken zu ersetzen.
Dabei setzte die Anglo-International Bank die in Österreich praktizierte Geschäftspolitik fort, ausländische Filialen der ehemaligen Anglobank an lokale Banken im Tausch gegen Aktien zu veräußern. Bis zum Jahr 1927 war die wichtigste Aktiva der Anglo-International Bank die Anglo-Tschechoslowakische Bank. Anschließend verkaufte sie größere Aktienpakete. Die Budapester Niederlassung (Anglo-Ungarische Bank) existierte noch einige Zeit weiter und wurde Anfang 1930 von der British and Hungarian Bank übernommen. Im Gegenzug erhielt die Anglo-International Bank Anteile der British and Hungarian Bank.
Der Kroatischen Escompte- und Hypotheken verkaufte die Anglobank ihre Filiale in Agram und der Bosnischen Agrar- und Kommerzialbank ihre Niederlassung in Belgrad. Auch dieser „Verkauf“ stellte ein Tauschgeschäft „Filiale und dazugehörende Handelsunternehmen gegen Aktienpakete und Sitz im Aufsichtsrat der jeweiligen Bank“ dar. Nach der Zusammenlegung dieser Institute zur Jugoslawischen Union-Bank erlangte die Anglobank die Teilhaberschaft an der größten und damit systemically important Bank Jugoslawiens. Genauso verfuhr sie in Rumänien und mit anderen mitteleuropäischen Banken.
Die direkten Verpflichtungen gegenüber ausländischen Unternehmen durch Kredite an ausländische Banken zu ersetzen, ließ die Anglo-International Bank vom Schicksal dieser ausländischen Banken abhängig werden. Dass die Bank of England mit der Anglo-International Bank jedoch gar keine wirtschaftliche, sondern politische Ziele verfolgte, war anhand verschiedener Faktoren ersichtlich. Zum einen schüttete die Anglo-International Bank zeit ihres Bestehens keine Dividenden aus, sondern nutzte entstandene Jahresüberschüsse für Abschreibungen. Zum anderen war der Verwaltungsrat nahezu ausschließlich von Vertretern der Bank of England und Politikern besetzt. Dazu zählten Herbert A. Lawrence als Chairman, Peter Bark (ab 1934 Sir) als Geschäftsführer, und als Aufsichtsratsmitglieder unter anderem Sir Otto Ernst Niemeyer, Sir Gordon Nairne, Lord Faringdon Alexander Henderson, Sir Henry Strakosch, Sir Harry Viscount, Sir William Barclay Peat, die alle gleichzeitig Vertrauensleute der britischen Regierung und einige außerdem Mitglieder des House of Commons oder House of Lords waren.
Rein formell galt die Bank of England als eine autonome Institution. Tatsächlich erlangte die britische Regierung nach dem Ende des Ersten Weltkriegs zunehmenden Einfluss auf die englische Zentralbank. Montagu Norman, 1. Baron Norman, der Gouverneur der Bank of England, umschrieb bereits im Jahr 1926 das Verhältnis zwischen der Bank und der Regierung folgendermaßen:

„Die Bank hat das einzigartige Recht, Rat anzubieten und solchen Rat sogar bis zum Nörgeln durchzudrücken; sie ist natürlich aber immer der obersten Regierungsgewalt unterworfen.“

Über die Anglobank war es der Bank of England gelungen, in nahezu alle Großbanken der österreichisch-ungarischen Nachfolgestaaten einzudringen. Dabei wickelte die Anglo-International Bank ab Oktober 1926 alle Geschäfte nur noch über die Zentrale in der City of London ab. Diese befand sich in dem von der Anglo-Österreichischen Bank im Jahr 1910 erbauten Bankhaus in der Lombard Street 24–28 (vormals Hausnummer 31). Mit der Schließung der Filialen in Zentraleuropa entzog sich die Anglobank einerseits der ausländischen Bankenaufsichtsbehörden, so dass diese die Solidität des Instituts nicht prüfen konnten. Anderseits trug das Fehlen der Kundennähe zur Verschlechterung der Cost-Income-Ratio bei, was den Controllern bewusst gewesen sein muss, jedoch geschäftspolitisch offensichtlich keine Rolle spielte.
Als Generalbevollmächtigter der Anglo-International Bank in Zentraleuropa fungierte Zoltan Hajdu, der als Marionette im Orbit von Montagu Norman schwebte und bedingungslos die Interessen der Bank of England vertrat. Als einziger kontinentaleuropäischer Vertreter erhielt Hajdu einen Sitz im Aufsichtsrat der Anglo-International Bank. Zugleich war er als Vertrauensmann der Bank of England Direktionsmitglied der Bodenkreditanstalt, Verwaltungsratsmitglied der Creditanstalt und der Amstelbank, sowie Aufsichtsratsmitglied großer Banken und Industrieunternehmen in Jugoslawien, Rumänien und Ungarn. Darüber hinaus verfügte Hajdu als Großgrundbesitzer über ein Gut und zahlreiche Liegenschaften in Westungarn.
Ab der zweiten Hälfte der 1920er Jahre verbesserte sich in Deutschland sowie in Österreich die wirtschaftliche Lage. Obwohl ähnlich wie in Österreich auch die deutschen Banken äußerst verwundbar waren, knüpften nicht wenige österreichische Handels- und Industrieunternehmen, wegen des fehlenden Glaubens an die wirtschaftliche Kraft des kleiner gewordenen Österreichs, zunehmend Geschäftsbeziehungen zu deutschen Kreditinstituten. Faktisch zeichnete sich die österreichische Wirtschaft während der 1920er Jahre durch eine hohe Auslandsabhängigkeit und ein hohes Handelsdefizit aus. Rund 70 % der österreichischen Großindustrie wurden im Jahr 1930 vom ausländischen – die Hälfte davon vom deutschen – Finanzkapital kontrolliert.
Die in Österreich seit Ende des Ersten Weltkriegs bestehenden und wachsenden Tendenzen eines wirtschaftlichen Zusammenschlusses mit Deutschland, betrachten die Siegermächte mit äußerstem Argwohn. Das Foreign Office fasste die Situation bereits im Jahr 1925 folgendermaßen zusammen:

„Wenn Österreich bis zur vollständigen Erholung Deutschlands noch nicht von der Möglichkeit einer separaten Existenz überzeugt sein wird, kann die Agitation für den Anschluss zu einem ernsthaften Faktor in den deutschen Angelegenheiten werden. Doch wird dann der Erfolg der Agitation in Österreich zu einem guten Teil davon abhängen, welche Regierung in Deutschland am Ruder ist. Deutschland wird vermutlich früher oder später wirtschaftlich Fuß in Österreich fassen, und eine wirtschaftliche Union wird zur politischen Union führen. Aber das ist für viele Jahre noch sehr unwahrscheinlich. Solange Deutschland zu schwach ist, selbst nach dem Anschluss zu streben, kann die Frage nicht akut werden. Ein österreichischer Vorstoß beim Völkerbund in dieser Sache würde zweifellos abgelehnt werden, und eine Zollunion wird auf den Widerstand von Österreichs Nachbarn und von Frankreich stoßen.“

Um dieser Entwicklung entgegenzuwirken, stellte Großbritannien der österreichischen Wirtschaft und der Regierung mehr Unterstützungskredite zur Verfügung als irgendein anderes Land. Zugleich versuchte die Bank of England ihren Einfluss in Deutschland zu erweitern, wofür als Instrument ebenfalls die Anglo-International Bank dienen sollte. So gaben Vertreter der Anglobank offiziell bekannt, den Schwerpunkt ihres Geschäfts nicht mehr auf den Donauraum, sondern auf Deutschland zu legen. In der Folge übernahm die Anglo-International Bank auf Ersuchen der Bank of England eine Reihe von Verbindlichkeiten, darunter die Aufnahme einer deutschen Staatsanleihe. Jedoch konnte das Unternehmen langfristig keinen Fuß in Deutschland fassen. Die deutsche Finanzwirtschaft hatte sich zunächst schon so weit erholt, dass die Deutsche Bank im Juni 1928 der Bank of England ihre Beteiligung an der Anglo-International Bank abkaufen wollte. Die Bank of England lehnte das Angebot freilich ab.
Zwischen 1925 und 1930 stieg die Auslandsverschuldung der österreichischen Großbanken von rund 370 Millionen auf 980 Millionen Schilling an. Vor allem die englischen Banken hoben sich mit einer großzügigen Vergabe kurzfristiger Auslandskredite hervor. Zunehmend traten aber auch US-amerikanische Investoren als Kreditgeber auf den Plan. Das führte zu einem beständigen Überangebot, welches Beobachter geradezu von einer „Aufdringlichkeit“ kurzfristiger Kredite der westlichen Banken sprechen ließ. Hingegen waren deutsche Banken an einer dauernden Veranlagung ihrer Gelder und langfristigen Kundenbindung interessiert, was angesichts der Kalkulierbarkeit von Verbindlichkeiten auch österreichische Unternehmen bevorzugten. Im Übrigen lagen die österreichischen Zinssätze nahezu während der gesamten 1920er Jahre über den deutschen.
Um den unerwünschten hohen Zustrom kurzfristiger Auslandskredite einzudämmen, sprachen sich verschiedene Generalratsmitglieder der Oesterreichischen Nationalbank wiederholt für eine Senkung des Diskontsatzes aus. Sie konnten sich jedoch nicht gegenüber den Finanzkontrolleuren der Bank of England und Richard Reisch, dem Präsidenten der Nationalbank, durchsetzen, da diese bei einer zeitweiligen Auslandsverschuldung keine Notwendigkeit von Abwehrmaßnahmen sahen. Sie gingen davon aus, dass „ernste Institute“ kurzfristige Auslandskredite nicht etwa als Investitionskredite weitergeben würden. Aber genau das taten österreichische Kreditinstitute, allen voran die Bodencreditanstalt, die 1929 als erste der Großbanken ihre Schalter schließen musste.
Bis heute ist unklar, welche Rolle Zoltan Hajdu, ergo die Anglo-International Bank, bei der sich anbahnenden österreichischen Bankenkrise spielte. Hajdu war seit 1922 Direktionsmitglied der Bodencreditanstalt und parallel dazu seit Juli 1926 als Vertreter der Anglo-International Bank Aufsichtsratsmitglied der Creditanstalt. Als gleichzeitiger Vertrauensmann der Bank of England, schlug er schon um die Jahreswende 1927/28 eine Fusion der Bodencreditanstalt mit der Creditanstalt vor. Gegen den massiven Widerstand des Präsidenten der Creditanstalt, Louis Rothschild, wurde das Projekt im November 1929 realisiert. Zoltan Hajdu führte als Mitglied des Exekutivkomitees die Fusionsverhandlungen. Nach dem Zusammenschluss wechselte er vom Aufsichtsrat der Creditanstalt in den Vorstand und wurde zum Direktor der Creditanstalt ernannt. Zusätzlich blieben Otto Ernst Niemeyer sowie Peter Bark als Vertreter der Anglobank und offizielle Vertrauenspersonen der englischen Regierung im Aufsichtsrat der Creditanstalt.
Am 5. März 1931 beschlossen Deutschland und Österreich, ohne den Siegermächten irgendwelche Vorabinformationen zu geben, eine Zollunion. Großbritannien und Frankreich wandten verschiedene Strategien an, die das deutsch-österreichische Projekt im Herbst 1931 scheitern ließen. Zum einen wurde auf die Ankündigung einer Zollunion förmlicher Protest eingelegt, da eine Annäherung der beiden Staaten laut Friedensvertrag von Versailles verboten war. Zum anderen zogen ausländische Gläubiger sprunghaft Kredite ab. Darüber hinaus erklärte Frankreich offiziell, „kurzfristig fällig werdende Schuldtitel gegenüber österreichischen und deutschen Banken zurückzufordern und nicht mehr zu prolongieren.“ Kurz darauf kam es zum bislang größten Insolvenzfall in der österreichischen Banken-Geschichte.
Die Creditanstalt, die durch die Übernahme der Anglo-Austrian Bank und der Bodencreditanstalt zur weitaus bedeutendsten Bank Österreichs mit einem umfangreichen Netz von Industriekonzernen geworden war, galt bis dahin als ein völlig gesichertes Institut. Am 8. Mai 1931 gab die Gesellschaft bekannt, dass sie außerordentliche Verluste in Höhe von 140 Millionen Schilling erlitten habe. Es setzte ein Run auf die Bank ein, da die Kunden einer schnellen Sanierung misstrauten. Die Bekanntgabe der Verluste zu diesem Zeitpunkt war offenbar von Zoltan Hajdu erzwungen worden, indem er sich weigerte, eine von ihm selbst in Auftrag gegebene Unternehmensbilanz zu unterschreiben.
Aus dieser Bilanz ging hervor, dass die Industriebeteiligungen der Bank zu hoch bewertet und durch die Fusion mit der Bodencreditanstalt Verluste in Höhe von 60 Millionen Schilling eingetreten waren. Die genauen Hintergründe, warum die Direktion der Creditanstalt von dem plötzlichen Drang überwältigt wurde, ehrlich zu sein und einer Marktbewertung ihrer Vermögenswerte im denkbar ungünstigsten und schlimmsten Moment überhaupt zustimmte, ist bis heute ungeklärt. Der britische Historiker Harold James hält es (satirisch formuliert) am wahrscheinlichsten, dass „Zoltan Hajdu eine Art religiöse Bekehrung wiederfuhr und er sich danach nicht mehr in der Lage fühlte, mit den unehrlichen Bilanzen zu leben, die seine Institution zwei Jahre lang vorgelegt und er unterschrieben hatte.“
Als unmittelbare Folgewirkung löste der Zusammenbruch der Creditanstalt eine schwere Währungskrise aus, die Österreich erneut in Abhängigkeit der westlichen Finanzmächte brachte. Das österreichische Justizministerium erhob Schadenersatzansprüche in Höhe von 20 Millionen Schilling und beantragte am 15. Oktober 1931 bei der Wiener Staatsanwaltschaft eine Vermögensbeschlagnahme sowie Vorermittlungen gegen Zoltan Hajdu und weitere Direktoren der Creditanstalt. Ein Strafverfahren konnte jedoch nicht eingeleitet werden, da sich Hajdu wie auch die meisten anderen schuldtragenden Vorstandsmitglieder ins Ausland abgesetzt hatten und mit einer freiwilligen Rückkehr nach Österreich nicht zu rechnen war.
Gegen die Aufsichtsratsmitglieder der Anglo-International Bank (Bark und Niemeyer) wurden keine Ermittlungen eingeleitet. Sie verhalfen der Creditanstalt zu einem großzügigen Überbrückungskredit der Bank of England. Auch das Ermittlungsverfahren gegen Zoltan Hajdu wurde im November 1933 eingestellt. Er blieb bis zum Jahr 1938 im Aufsichtsrat der Anglobank und erwarb für 500.000 Schilling ein weiteres Gut in Ungarn. Selbst seine Villa in Wien konnte Hajdu behalten, von wo aus er fortan die Geschäfte der Anglo-International Bank in Jugoslawien leitete.
Das Image der Anglobank auf dem Kontinent war jedoch schwer geschädigt. Nach den Ereignissen wurde Herbert A. Lawrence als Chairman durch Sir Bertram Hornsby, der von 1921 bis 1931 Vorsitzender der Central Bank of Egypt war, ersetzt. Hornsby bezeichnete das Wirken der Anglo-International Bank als „keine gute Werbung für die britische Finanzwelt“; und es gelang ihm weder das Ansehen, noch die finanzielle Situation des Instituts zu verbessern. Immer mehr Kleinaktionäre stießen ihre noch vorhandenen Anglo-Aktien ab. Letztlich stützte die Bank of England die Anglo-International Bank mit 1 Million Pfund und kaufte zusätzlich Anglo-Aktien am freien Markt auf, um einen vollständigen Zusammenbruch des Aktienkurses zu verhindern. Die Bemühungen blieben erfolglos: Im November 1933 beschloss die Bank of England eine „privat geordnete Liquidation“ der Anglo-International Bank einzuleiten.
Im Dezember 1933 wurde mehr als die Hälfte der noch in London beschäftigten Mitarbeiter entlassen. Montagu Norman hielt die Pläne jedoch geheim, da eine formelle Insolvenz seiner Beurteilung nach das Prestige des britischen Finanzwesens nachhaltig geschädigt hätte. Somit blieb die Anglobank während des Restes der 1930er Jahre bestehen, obwohl sie keinerlei neue Einnahmequellen mehr erschloss. Im Jahr 1943 bezifferte die Bank of England einen Verlust seit 1927 durch ihre Unterstützung der Anglobank einschließlich der Aktienkäufe von rund 1,6 Millionen Pfund. Weder betriebswirtschaftlich noch politisch war das Medium Anglobank für die englische Regierung ein Erfolg.
Ein Jahr später übertrug die Bank of England ihre sämtlichen Anglo-Anteile nebst den wenig verbliebenen Verbindlichkeiten an das Londoner Bankhaus Glyn, Mills & Co. Diese überführten das Institut in einen speziell gegründeten Trust mit der Bezeichnung Continental Assets Realization Trust Ltd. Formal blieb die Anglo-International Bank bis 1951 geschäftlich aktiv, aber erst 1962 erfolgte ihre endgültige Liquidation. Zum Schutz der Markenrechte existiert seit 1963 eine Mantelgesellschaft, die ihren Ursprung zur 1863 gegründeten Anglo-Österreichischen Bank indiziert.